# Federazione calcistica dell'Argentina

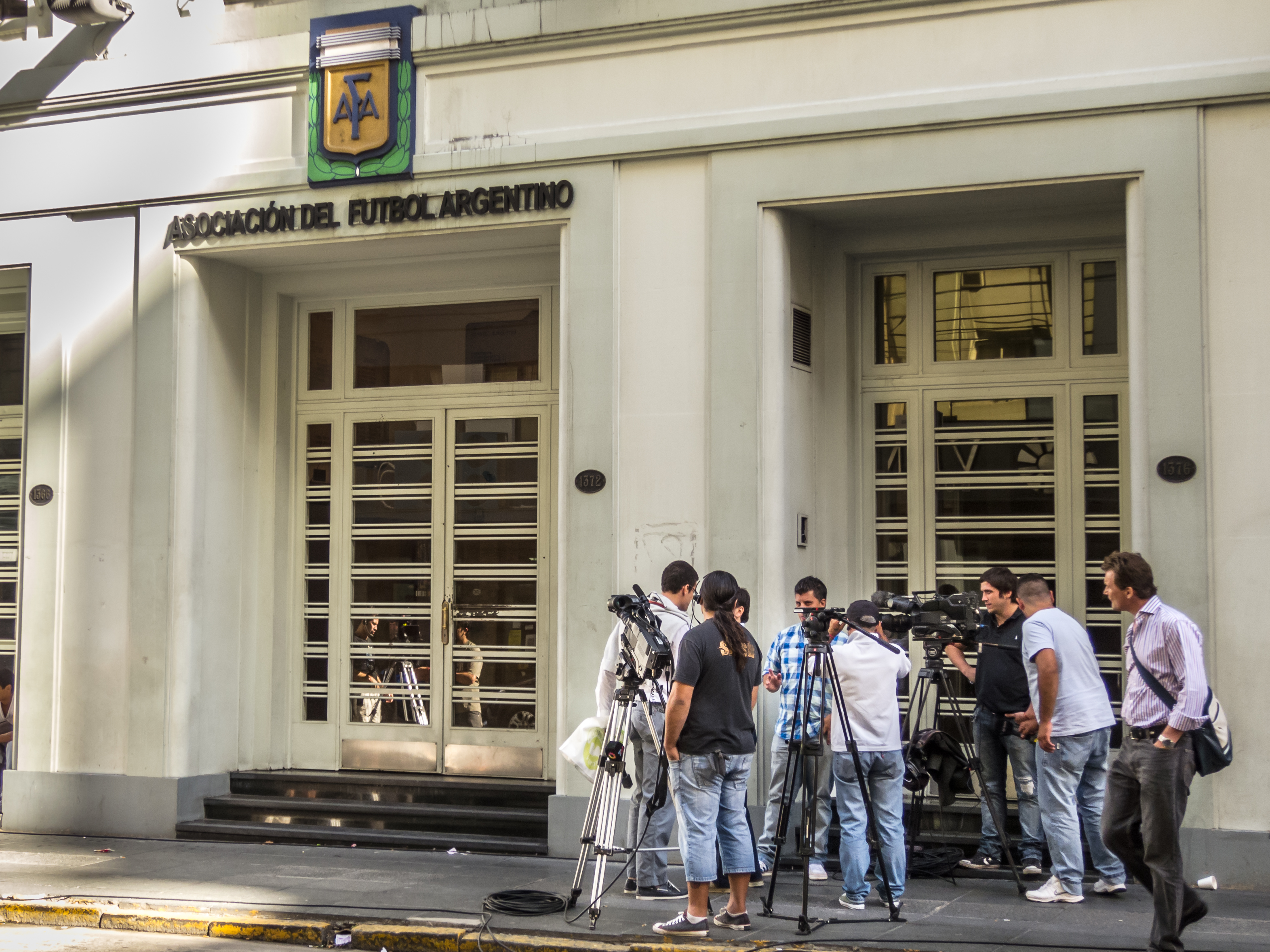
Sede

L'Asociación del Fútbol Argentino (Associazione del Calcio Argentino, abbreviato in AFA) è la federazione argentina di calcio. Fu fondata il 21 febbraio 1893 a Buenos Aires da Alexander Watson Hutton e ha come colori nazionali il bianco e il celeste. La AFA è affiliata alla FIFA dal 1912 e alla CONMEBOL, confederazione alle cui competizioni partecipano le squadre di club e la Nazionale argentina, dal 1916. Nel corso della sua storia ha esperito varie fusioni, in seguito alle quali sono state apportate svariate modifiche alla formula del campionato nazionale.

## Storia

### Argentine Association Football League (1893-1902)
Nel 1891 venne fondata la prima federazione calcistica d'Argentina, la Association Argentine Football League. Essa organizzò il primo torneo calcistico, il campionato argentino di calcio 1891, che si concluse con la vittoria del Saint Andrew's. Una volta terminato il torneo, la federazione si sciolse. Nel 1892 non fu disputata alcuna competizione, mentre l'anno seguente Watson Hutton, professore, riunì i rappresentanti di vari club esistenti (Old Caledonians, Quilmes, Lomas, Flores, Saint Andrew's e English High School) e fondò la Argentine Association Football League (il cui nome richiamava quello dell'estinta AAFL), e scelse come sede calle Venezuela 1230. Trasferitasi a calle Del Temple, la Federazione definì il regolamento del campionato, che venne disputato dal 23 aprile al 30 luglio e vide la vittoria del Lomas. La rapida espansione del calcio in Argentina portò al graduale aumento del numero di squadre partecipanti (e di conseguenza di società affiliate alla AAFL), che arrivò a 7 nel 1896; nel 1898 il torneo tornò a essere disputato tra 4 squadre, e negli anni successivi aumentò di nuovo, sino a raggiungere le 6 squadre nel 1902. Nel 1899 fu creata la Segunda División, il secondo livello del campionato. L'associazione fondata da Watson Hutton proseguì nell'organizzazione dei tornei sino al 1902: in quell'anno cambiò nome, assumendo la denominazione "Argentine Football Association". Nel 1900, in collaborazione tra la Federazione calcistica dell'Uruguay e la AAFL, fu inaugurata la Tie Cup, primo torneo per squadre di club a livello internazionale dell'intera America. Fu anche il primo dei vari campionati di calcio del Río de la Plata, che videro affrontarsi i migliori club argentini e uruguayani.

### Argentine Football Association (1903-1911)
Nel febbraio 1903 la Federazione cambiò nome; il presidente era Francis Hepburn Chevallier-Boutell. Nei primi anni del XX secolo, la AFA fece crescere ulteriormente il numero di club affiliati e di compagini partecipanti al torneo; inoltre, nel 1906 fu organizzata la seconda serie in modo tale che i campionati includessero promozioni e retrocessioni. Nel 1912 si ebbe la prima scissione interna: Estudiantes, Gimnasia Buenos Aires e Porteño si separarono dalla AFA e crearono la Federación Argentina de Football. In quello stesso anno la AFA si affiliò alla FIFA, con il risultato che il suo campionato fu ufficialmente riconosciuto, mentre quello della FAF no.

### Asociación Argentina de Football (1912-1926)
Nel febbraio 1912 venne istituita la Asociación Argentina de Football, di fatto la medesima AFA con alcune modifiche: escluse le tre dissidenti Gimnasia, Estudiantes e Porteño, il campionato fu organizzato tra sei club, quelli rimasti. Nel 1913 il torneo fu esteso a 15 squadre. Il 23 dicembre 1914 la FAF si ricongiunse alla AAF, venendone inglobata: così, nel 1915 venne organizzata una Copa Campeonato comprendente 25 squadre. Il numero venne poi ridotto anno dopo anno, sino ad arrivare alle 19 formazioni del 1918. Nel 1916 la AAF si affiliò alla neonata CONMEBOL. Nel 1919 si verificò un'altra scissione: 13 squadre lasciarono (con modalità diverse: alcune di loro volontà, altre furono espulse) la AAF e crearono la Asociación Amateurs de Football. Come era accaduto per la precedente separazione, il torneo della AAF fu quello regolarmente riconosciuto, mentre l'altro fu considerato non ufficiale dalla FIFA. La situazione creata dalla contemporanea presenza di due federazioni nello stesso Paese generò svariate controversie: per esempio, i calciatori potevano giocare in due squadre allo stesso tempo, una per associazione; ciò creò delle frizioni tra le società. La AAF proseguì le proprie attività, organizzando ogni anno la Copa Campeonato, che andò ampliandosi sempre di più, raggiungendo le 23 partecipanti nel 1922 e nel 1924; nel 1925 la federazione decise, di conseguenza, di ridurre le squadre a 18. Il 28 novembre 1926 la AAm decise di riunirsi alla AAF, originando un cospicuo aumento del numero di affiliate e, di riflesso, di partecipanti al campionato, che giunse a comprendere 34 formazioni.

### Asociación Amateurs Argentina de Football (1926-1930)
La federazione, ricomposta la propria unità, organizzò dunque un nuovo torneo, la Primera División: alla prima edizione (1927) parteciparono 34 squadre. L'assenza di retrocessioni (solo nel 1928 due club furono declassati, Liberal Argentino e Porteño) portò a un ampliamento del torneo, che alzò a 36 il numero di società in massima serie. Nel 1930 il campionato terminò regolarmente, ma all'inizio della Copa Campeonato 1931 18 squadre si allontanarono dalla AAAF, federazione dilettantistica, e ne crearono una professionistica: la Liga Argentina de Football.

### Asociación de Football Amateurs y Profesionales (1931-1933)
La creazione della LAF portò al cambiamento del nome della AAAF, che divenne aperta a "Amateurs y Profesionales" (dilettanti e professionisti), anche se rimase di fatto un torneo dilettantistico, ancorché riconosciuto dalla FIFA. Il campionato organizzato da questa federazione incluse, in massima parte, squadre minori, mentre le più importanti erano migrate nella LAF. Nel 1933 l'associazione tornò al vecchio nome di Asociación Argentina de Football; il 3 novembre 1934 la LAF si riunì alla AAF, creando la Asociación del Football Argentino.

### Asociación del Football Argentino (1934-1939)
La Asociación del Football Argentino istituì la Primera División professionistica; tutte le squadre appartenenti alla vecchia AAAF furono retrocesse. 14 squadre presero parte al nuovo campionato. L'AFA proseguì nell'organizzazione del torneo, regolarmente riconosciuto dalla Federazione continentale, sino al 23 dicembre 1937: in quell'anno si separò dalla CONMEBOL. Nel 1939 l'associazione attraversò dei cambiamenti amministrativi, che portarono alla modifica del nome in Asociación del Fútbol Argentino (assumendo dunque una forma completamente in lingua spagnola, senza parole in lingua inglese).

### Asociación del Fútbol Argentino (1939-)
Nel 1939 si creò la AFA: il presidente era Adrián Escobar. Nel 1940 la federazione si riunì alla CONMEBOL, tornando dunque a tutti gli effetti nella "regolarità". Le modifiche alla formula del torneo furono inizialmente meno frequenti, e compresero di solito solo variazioni al numero dei partecipanti. La Primera División venne disputata con regolarità, con cadenza annuale. Nel 1955 la AFA decise di modificare i parametri per decidere la risoluzione dei pari merito. Dal 1891 si procedeva a classificare le squadre secondo la media-gol, mentre dal 1956 al 1966 si utilizzò un criterio particolare: si calcolavano i punti ottenuti con squadre con posizione in classifica equivalente e quelli raccolti con le prime 5. Nel 1967 si scelse di adottare il numero di reti segnate per decidere quale squadra dovesse classificarsi sopra le altre, mentre dal 1971 si considera la differenza reti. A partire dal 1967 il campionato fu organizzato secondo il modello Metropolitano-Nacional, e ogni stagione comprendeva due competizioni a sé stanti; dal 1985 al 1990 si adottò invece la classica formula dei campionati europei. A partire dalla stagione 1990-1991 il torneo viene giocato in Apertura e Clausura.
A partire dalla stagione 2012-2013, su proposta del presidente dell'AFA Julio Grondona, la formula del campionato viene nuovamente rivoluzionata, con l'abbandono del sistema di Apertura e Clausura e la creazione di due nuovi tornei da 20 squadre, denominati Inicial e Final: fermo restando l'assegnazione del titolo nazionale ai vincitori di ciascuna fase, ora le squadre prime classificate dei due tornei si vanno ad affrontare a fine campionato in una finale in campo neutro, per decretare il campione assoluto d'Argentina (nel caso in cui una formazione vinca entrambi i tornei Inicial e Final, diviene automaticamente campione senza bisogno di disputare la finale). Benché nella bozza di riforma iniziale, la vittoria dei tornei Inicial e Final non fosse più considerato un successo nel "campionato argentino" vero e proprio, con la riunione del 23 ottobre 2012 la AFA ha modificato la formula, reintroducendo l'assegnazione del titolo nazionale ai vincitori di ciascun torneo. Viene riformato anche il sistema delle retrocessioni: le tre formazioni destinate a scendere di categoria vengono ora determinate da una speciale media basata sui risultati sportivi conseguiti nell'arco dell'ultimo triennio.
Alla fine del 2014 viene approvato un nuovo drastico cambiamento, che ha portato alla realizzazione di un torneo unico nell'anno 2014-15 con ben 30 squadre. Per questo motivo, quello che avrebbe dovuto essere ilTorneo Inicial 2014 è stato rinominato Torneo de Transición 2014 e ne sono state eliminate le retrocessioni.
Dal 2015 è in atto una ristrutturazione che sta passando attraverso tornei modulati in modo diverso anno per anno. Lo scopo è di giungere, nel 2019-20, dalle 30 squadre del 2015 ad un campionato a 22 squadre con una durata annuale sul modello dei campionati europei.

## Presidenti[12]

### Argentine Association Football League
- Alexander Watson Hutton (1893-1897)
- Alfredo Boyd (1897-1898)
- Charles Wibberley (1899-1900)
- Francis Hepburn Chevallier-Boutell (1900-1903)

### Argentine Football Association
- Francis Hepburn Chevallier-Boutell (1903-1906)
- Florencio Martínez De Hoz (1906-1907)
- Emilio Hansen (1907-1909)
- Hugo Wilson (1909-1911)

### Asociación Argentina de Football
- Hugo Wilson (1912-1915)
- Adolfo Orma (1915-1917)
- Ricardo Aldao (1918-1919)
- Federico Luzio (1919-1921)
- Benjamín Tolousse (1921-1922)
- Aldo Cantoni (1922-1924)
- Virgilio Tedín Uriburu (1924-1926)
- Natalio Botana (1926)
- Aldo Cantoni (1926-1927)

### Asociación Amateur Argentina de Football
- Adrián Beccar Varela (1927-1929)
- Juan Pignier (1929-1931)

### Asociación de Football Amateurs y Profesionales
- Juan Pignier (1931-1932)
- Carlos Anessi (1932)
- Silvio J. Serra (1932-1933)
- José Claisse (1933-1934)
- Alejandro Ruzo (1934)

### Asociación del Fútbol Argentino
- Tiburcio Padilla (1934)
- Ernesto Malbec (1935)
- Ángel Molinari (1936)
- Eduardo Sánchez Terrero (1937-1938)
- Adrián Escobar (1939-1940)
- Ramón Castillo (1941-1943)
- Jacinto Armando (1943)
- Agustín Matienzo (1944)
- Eduardo Ávalos (1945)
- Pedro Canaveri (1946)

- Oscar Nicolini (1947-1949)
- Cayetano Giardulli (1949)
- Valentín Suárez (1949-1953)
- Domingo Peluffo (1953-1954)
- Cecilio Conditi (1955)
- Arturo Bullrich (1955-1956)
- Raúl Colombo (1956-1964)
- Francisco Perette (1965-1966)
- Valentín Suarez (1966-1967)
- Armando Ramos Ruiz (1968-1969)
- Aldo Porri (1969)
- Oscar Ferrari (1969, ad interim)
- Juan Oneto Gaona (1969-1971)
- Raúl D'Onofrio (1971-1973)
- Horacio Bruzone (1973)
- Baldomero Gigán (1973-1974)
- Fernando Mitjans (1974)
- David Bracutto (1974-1976)
- Ernesto Wiedrich (1976)
- Alfredo Cantilo (1976-1979)
- Julio Grondona (1979-2014)
- Luis Segura (ad interim) (2014-2016)
- Armando Perez (presidente de la "Comisión Normalizadora" - Nominato dalla FIFA ) (2016-2017)
- Claudio Tapia (2017-..)

## Competizioni
La Federazione argentina si occupa dell'organizzazione e della gestione dei seguenti tornei:
- Copa Argentina
- Supercopa Argentina
- Trofeo de Campeones
- Campionato maschile:
  - Primera División
  - Primera B Nacional
  - Primera B / Torneo Federal A
  - Primera C / Torneo Regional Federal
  - Torneo Promocional Amateur / Campionati Regionali
  - Reservas
- Campionato Giovanile:
  - Juvenil A
  - Juvenil B
  - Campeonato Infantil
- Campionato di calcio a 5:
  - Liga Nacional de Futsal Argentina
  - Primera División
  - Primera División "B"
  - Primera División "C"
  - Primera División "D"
  - Femenino
- Campionato femminile:
  - Campeonato Federal de Fútbol Femenino
  - Primera División "A"
  - Primera División "B"
  - Primera División "C"
- Campionato di Beach soccer
- Campionato di calcio per non vedenti

## Struttura dei campionati argentini
Nel sistema calcistico argentino, le prime due divisioni comprendono club provenienti da tutto il paese, mentre le divisioni inferiori sono suddivise con criteri geografici. I club con affiliazione diretta all'AFA, ovvero quelli provenienti dalla capitale Buenos Aires, dalla sua area metropolitana e dalle città di Rosario, La Plata, Santa Fe, Zárate, Campana, Luján, Junín, Pilar, Cañuelas e Mercedes, disputano i tornei "Primera Metropolitana", mentre quelli provenienti dal resto del paese, club con affiliazione indiretta all'AFA, prendono parte alle divisioni "Torneo Federal".
| Livello | Divisione                                  | Divisione                                    |
|         | Squadre affiliate alla AFA per via diretta | Squadre affiliate alla AFA per via indiretta |
| ------- | ------------------------------------------ | -------------------------------------------- |
| 1°      | Primera División                           | Primera División                             |
| 2°      | Primera B Nacional                         | Primera B Nacional                           |
| 3°      | Primera B                                  | Torneo Federal A                             |
| 4°      | Primera C                                  | Torneo Regional Federal                      |
| 5°      | Torneo Promocional Amateur                 | Campionati Regionali                         |